# UHF - Original Motion Picture Soundtrack and Other Stuff
Albums de "Weird Al" Yankovic
Even Worse
(1988) Off the Deep End
(1992)
UHF - Original Motion Picture Soundtrack ans Other Stuff est le sixième album du parodiste "Weird Al" Yankovic. Il s'agit de la bande originale du film UHF.

## Titres
| No  | Titre                                                      | Auteur                                                                 | Parodie de                                  | Durée |
| --- | ---------------------------------------------------------- | ---------------------------------------------------------------------- | ------------------------------------------- | ----- |
| 1.  | Money for Nothing/Beverly Hillbillies*                     | Mark Knopfler, Sting, Paul Henning, "Weird Al" Yankovic                | Money for Nothing de Dire Straits           | 3:11  |
| 2.  | Gandhi II                                                  | "Weird Al" Yankovic                                                    |                                             | 1:00  |
| 3.  | Attack of the Radioactive Hamsters from a Planet Near Mars | "Weird Al" Yankovic                                                    |                                             | 3:28  |
| 4.  | Isle Thing                                                 | Matthew Dike, Michael Ross, "Weird Al" Yankovic                        | Wild Thing (en) de Tone Loc                 | 3:37  |
| 5.  | The Hot Rocks Polka                                        |                                                                        | Medley de plusieurs chansons                | 4:50  |
| 6.  | UHF                                                        | "Weird Al" Yankovic                                                    |                                             | 5:09  |
| 7.  | Let Me Be Your Hog                                         | "Weird Al" Yankovic                                                    |                                             | 0:16  |
| 8.  | She Drives Like Crazy                                      | Roland Gift, David Steele (en), "Weird Al" Yankovic                    | She Drives Me Crazy de Fine Young Cannibals | 3:42  |
| 9.  | Generic Blues                                              | "Weird Al" Yankovic                                                    |                                             | 4:34  |
| 10. | Spatula City                                               | "Weird Al" Yankovic                                                    |                                             | 1:07  |
| 11. | Fun Zone                                                   | "Weird Al" Yankovic                                                    |                                             | 1:45  |
| 12. | Spam                                                       | Bill Berry, Peter Buck, Mike Mills, Michael Stipe, "Weird Al" Yankovic | Stand de R.E.M.                             | 3:12  |
| 13. | The Biggest Ball of Twine in Minnesota                     | "Weird Al" Yankovic                                                    | Harry Chapin et Gordon Lightfoot            | 6:50  |